# 昭和天皇・マッカーサー会見

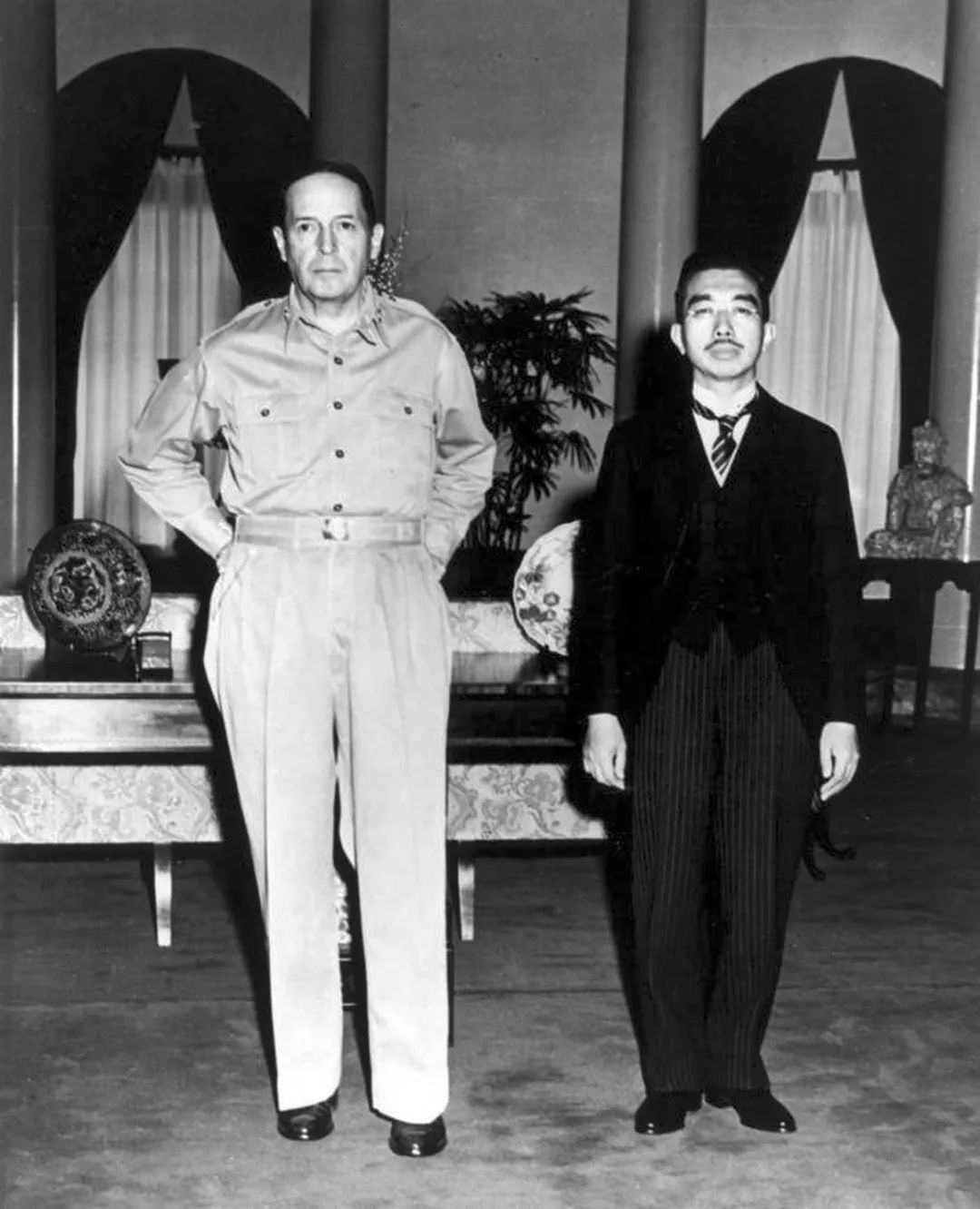
第1回会見における昭和天皇（右）とマッカーサー（左）

昭和天皇・マッカーサー会見（しょうわてんのう・マッカーサーかいけん）は、連合国軍占領下の日本において、昭和天皇（第1回当時44歳）と連合国軍最高司令官総司令部（GHQ/SCAP）総司令官：ダグラス・マッカーサー元帥（第1回当時65歳）により、駐日アメリカ大使館で行われた会見である。1945年（昭和20年）9月から1951年（昭和26年）4月まで、全11回にわたり行われた。
特に、第1回の会見における内容や、昭和天皇の戦争責任論を含む日本の戦後処理への影響に関しては、今尚議論の対象となっている。

## 会見日等
- 第1回会見：1945年（昭和20年）9月27日[2]（於：駐日アメリカ大使館、通訳：奥村勝蔵）
- 第2回会見：1946年（昭和21年）5月31日[3]（於：不明、通訳：寺崎英成[3]）
- 第3回会見：1946年（昭和21年）10月16日[4]（於：不明、通訳：寺崎英成[5]）
- 第4回会見：1947年（昭和22年）5月6日[6]（於：不明、通訳：奥村勝蔵[6]）
- 第5回会見：1947年（昭和22年）11月14日[7]（於：不明、通訳：寺崎英成[8]）
- 第6回会見：1948年（昭和23年）5月6日[8]（於：不明、通訳：不明[8]）
- 第7回会見：1949年（昭和24年）1月10日[8]（於：不明、通訳：不明[8]）
- 第8回会見：1949年（昭和24年）7月8日[9]（於：不明、通訳：松井明[10]）
- 第9回会見：1949年（昭和24年）11月26日[9]（於：不明、通訳：松井明[10]）
- 第10回会見：1950年（昭和25年）4月18日[11]（於：不明、通訳：松井明[10]）
- 第11回会見：1951年（昭和26年）4月15日[12]（於：不明、通訳：松井明[10]）

## 経過

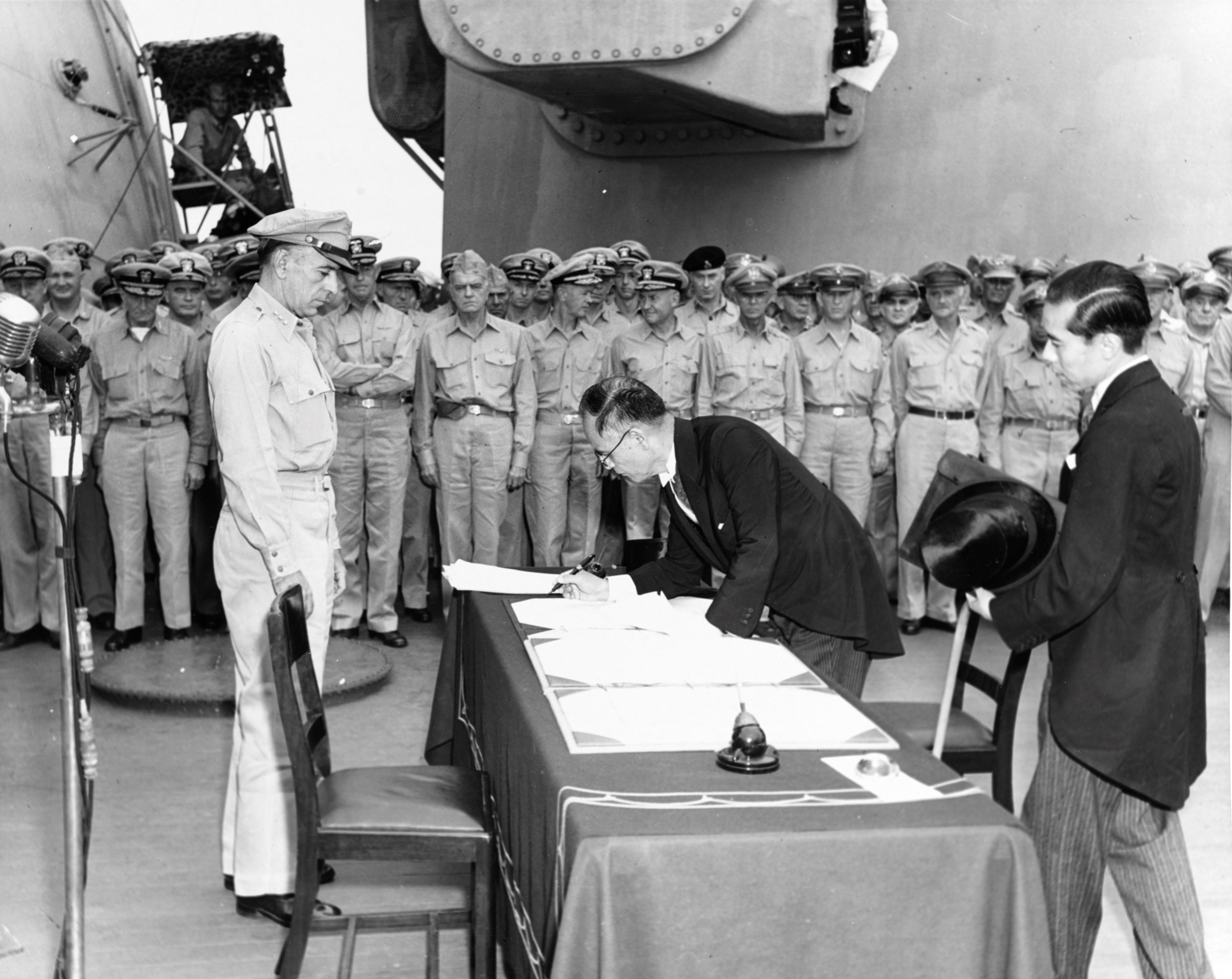
9月2日、戦艦「ミズーリ」艦上で、降伏文書に署名する重光葵外相。右は随行の加瀬俊一

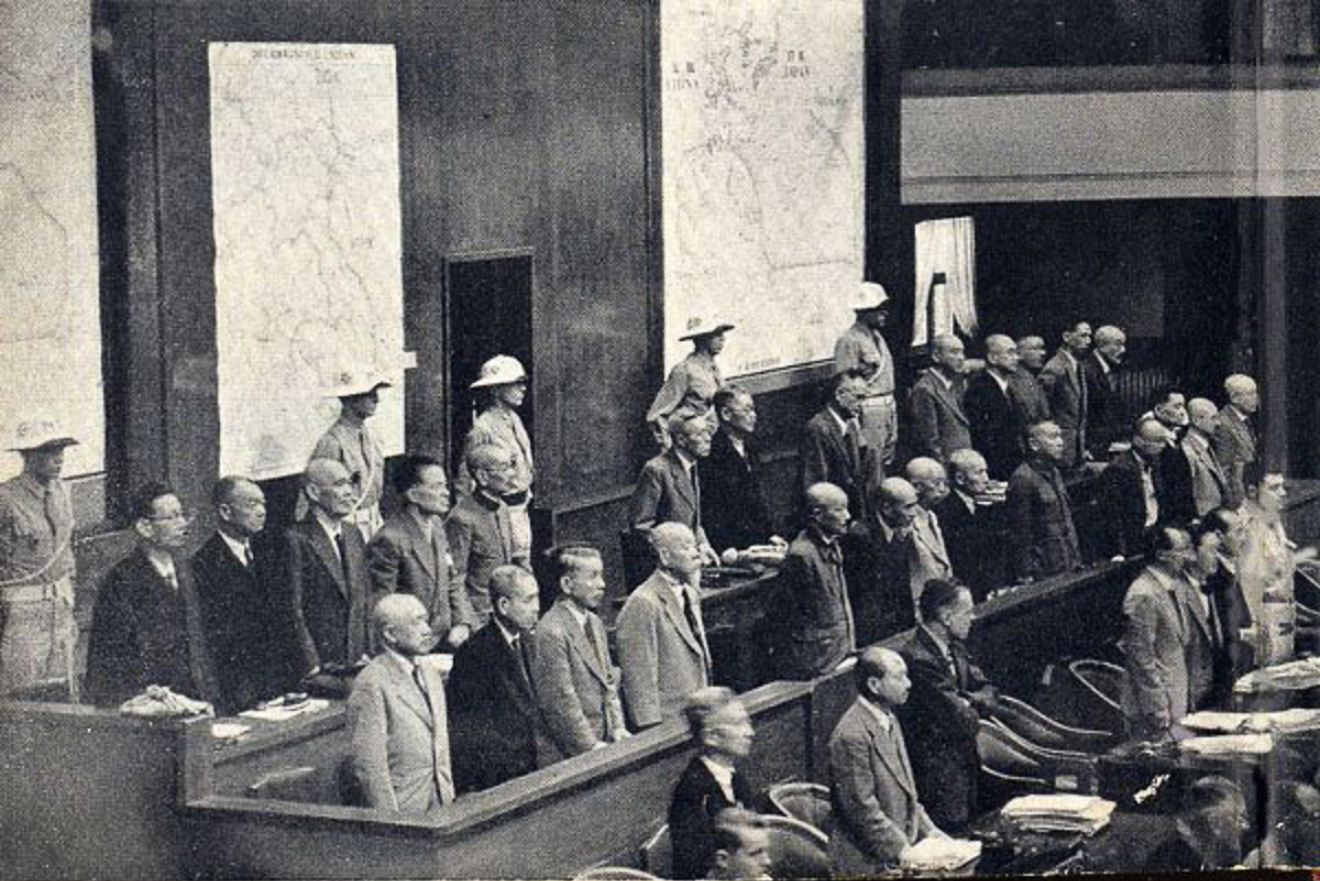
極東国際軍事裁判における被告席

1945年（昭和20年）8月14日、大日本帝国はポツダム宣言受諾を表明。9月2日に重光葵外務大臣が降伏文書に署名し、第2次世界大戦は正式に終結した（終戦の日、対日戦勝記念日も参照）。
9月27日、連合国軍最高司令官総司令部（GHQ/SCAP）総司令官：ダグラス・マッカーサー元帥と、大日本帝国憲法下の「統治権の総攬者」である昭和天皇が、在日アメリカ大使館で第1回会見を行った（後述）。
1946年（昭和21年）1月1日、天皇は年頭詔書（通称：人間宣言）を渙発し、自らの神聖性を否定した。同年4月17日、極東国際軍事裁判（通称：東京裁判）のA級戦犯被告28名が確定し、昭和天皇は含まれなかった。天皇誕生日である同年4月29日に28名が起訴され、1948年（昭和23年）11月12日に25名が有罪判決を受けた（残る3名は病死又は病気による訴追免除）。
一方、1946年（昭和21年）11月3日に日本国憲法が公布され、同第100条の規定により翌1947年（昭和22年）5月3日に施行された。新憲法において天皇は「日本国の象徴」と位置付けられ、皇室制度（天皇制）は存続することとなった。
1951年（昭和26年）4月11日、マッカーサーは連合国軍最高司令官等の職を解かれ、4月16日に離日した。離日前日に、最終となる第11回会見が行われた（後述）。
同年9月8日、日本国との平和条約（通称：サンフランシスコ講和条約）締結。翌1952年（昭和27年）4月28日、同条約の発効をもって戦争状態が終結し、日本国は主権を回復した（主権回復の日も参照）。
1964年（昭和39年）4月5日、マッカーサーが逝去。同年『マッカーサー回想記』が刊行され、その第5部に天皇との会見が記述された。邦訳は第5部を含む一部のみが刊行された。ただし、同書籍については当時から内容の信憑性について疑義がある。一例として、『文芸春秋』1964年6月号には「マッカーサー戦記･虚構と真実　―回想は自由である｡だが事実はあくまでも正しく伝えてもらいたい―」とする特集記事が組まれた。
昭和天皇は、1976年（昭和51年）11月6日の取材で、「秘密で話したことだから、私の口からは言えません」とした。翌1977年（昭和52年）8月23日に行われた取材では、マッカーサーの印象について「マッカーサー司令官とはっきりこれはどこにもいわないという約束を交わした」「男子の一言のごときことは、守らねばならない」と述べ、会見の内容及びマッカーサー個人に対する感想について発言することは無かった。
1989年（昭和64年）1月7日、昭和天皇が崩御。日本の大手新聞社は、『マッカーサー回想記』に基づく第1回会見における天皇の発言を、事実であるという前提で報じた。同年2月14日、参議院内閣委員会にて当時（竹下登首相、竹下改造内閣）の内閣法制局長官・味村治は「大日本帝国憲法第3条により無答責・極東軍事裁判で訴追を受けていないという二点から、国内法上も国際法上でも戦争責任はない」と答弁した。
元通訳の松井明は、1989年（平成元年）及び1994年（平成5年）に、自身が通訳を務めた会見のみならず、関連する会見等の記録をまとめた資料の存在を明らかにし、一部を公表した（「松井文書」）。
2014年（平成26年）8月21日、宮内庁による『昭和天皇実録』が完成。ただし、第1回会見における天皇の発言については、マッカーサーらの著述の紹介（引用）に留めている。

## 第1回会見

### 背景
1945年（昭和20年）8月17日、戦後処理のため東久邇宮稔彦王（陸軍大将、昭和天皇の義理の叔父）が第43代内閣総理大臣に任命された。東久邇宮内閣における国務大臣近衛文麿、内大臣木戸幸一、前外相東郷茂徳らが、真珠湾攻撃（日本時間1941年（昭和16年）12月8日）に関して天皇に責任が無い根拠を、必死に弁明していた。しかし、天皇の戦争責任について明確に整理できておらず、9月18日時点において、外国記者団に対し東久邇宮首相は、『宣戦の詔書』と天皇の署名や、大日本帝国憲法下における天皇大権と大本営の関係性について明確な回答をすることができなかった。ただし、天皇の側近らは、東条英機に責任を負わせる考えで概ね一致していた。
このような中の9月25日、天皇は『ニューヨーク・タイムズ』紙のクルックホーン記者と謁見し、クルックホーンの複数の事前質問に対して書面で回答し、そのうち「奇襲」と『宣戦の詔書』について「東条大将が用いた如くに使用する意図はなかった」とした、「ヒロヒト、インタビューで奇襲の責任を東条に押し付ける」の見出しで同紙に掲載された。

### 会見
そして9月27日、昭和天皇は在日アメリカ大使館に行幸し、マッカーサー元帥と初の会見に臨んだ。会見に同席したのは、通訳である奥村勝蔵ひとりのみだった。
『マッカーサー回想記』によれば、会見の冒頭で天皇はマッカーサーに勧められた米国製煙草を吸う屈辱と緊張の中、次のように発言したとされる。
「私は、国民が戦争遂行にあたって行った全ての決定と行動に対する全責任を負う者として、私自身をあなたの代表する諸国の裁決に委ねるためお訪ねした。」
さらに、皇室財産を担保に国民の衣食住の保証を願い出た。
そして同回想記によれば、天皇を「戦争犯罪人」として起訴せよという米国内及び国際世論の中、このような発言をした天皇に対し、マッカーサーは次のような感想を抱いた。
私は大きい感動にゆさぶられた。死をともなうほどの責任、それも私の知り尽くしている諸事実に照らして、明らかに天皇に帰すべきではない責任を引き受けようとする、この勇気に満ちた態度は、私の骨のズイまでもゆり動かした
天皇発言に感動したマッカーサーは、天皇への呼びかけを「You（あなた）」から「Your Majesty（陛下）」に改めた、と松平康昌が田中隆吉に伝えた。一方、当時侍従長の藤田尚徳は、マッカーサーが当初から天皇に敬意を持って「陛下」を用いたように著書に記し、通訳の奥村の手記では第1回会見では「陛下」を用いていなかったことが記され、それぞれ齟齬がある。
第1回会談について、内務省の報道官によって公表された内容が、1日東京発のロイター電として同年10月2日付『ニューヨーク・タイムズ』紙に掲載された。その要旨は次の通り。
- 昭和天皇「個人」からマッカーサーに対する発言
  - 「一件の事件」もなく占領が行われたことに感謝する
  - （天皇個人の見解として）戦争責任の所在は、後世の歴史家に委ねざるを得ない[注釈 5][注釈 6]
- マッカーサーから昭和天皇に対する発言
  - 円滑な占領は、天皇のリーダーシップによるもの
  - 日本の再建について、天皇の提案を歓迎し、連合国の施策と一致すれば速やかに行われる
- 双方の意見が一致した点
  - 本土決戦が行われた場合、双方に甚大な人的損害があり、日本の完全な破壊がもたらされていた

内務省の発表は、天皇が宮城（皇居）外に出向いて会談したことによる「権威失墜」を回復させる狙いがあり、この公表の終わりに、マッカーサーからの答礼訪問（結局、実現していない）の重要性を述べている。
なお、10月15日付『ニューヨーク・タイムズ』では、日本の消息筋の話として、会見冒頭にマッカーサーが15分に渡って天皇に演説したことが報じられた。

### 反響
国外での反応として、10月2日付『ボンベイ・タイムズ・オブ・インディア』紙が戦争責任に対する発言を伝え、「天皇がマッカーサーよりも大きな力を持っている印象を与える」と指摘し、日本人が占領軍を「天皇の賓客」として受け止めるのではないかと論評した。また同紙は、連合国側の検閲が機能している中で、この内容が打電されたことを指摘しており、公表内容についてマッカーサーが承認または黙認していたと考えられている。
国内では、英BBCの報道を逆輸入する形で、10月3日に各紙が「聖上、マ元帥を御訪問の模様」と一斉に報じた。しかし、戦争責任や答礼訪問のくだりが抜け落ちており、当時の検閲体制が反映されている。こうしたことから、マッカーサーは天皇の戦争責任問題を棚上げしつつ、円滑な占領のために天皇を「政治利用」することを狙っていたと考えられている。

### 「天皇発言」をめぐって
第1回会見で昭和天皇が発言したとされる内容（天皇発言）は、様々な影響をもたらした。

#### 天皇訴追問題
10月2日、マッカーサーの秘書であるボナー・フェラーズ准将は、真珠湾奇襲に始まる開戦は昭和天皇の意思ではなかったと立証され得るとする覚書『フェラーズ・メモ』を作成した。『フェラーズ・メモ』は、天皇の訴追を防止するための理論武装の性格を有していた。第一に、法的に『宣戦の詔書』を発した責任は免れないが、実質的には東条英機又は軍部が開戦を敢行した。第二に、天皇は日本国民にとって重要な存在であり、訴追した場合の重大な事態が引き起こされる。後者は、政治的判断として強調された。
この覚書の中で、フェラーズは「天皇が直接語ったところによれば」「『宣戦の詔書』を東条が用いた如くに使用する意図はなかった」と記し、さらに日本の武装解除に天皇が果たした役割を高く評価した。「直接語った」相手は、天皇の側近以外にはマッカーサーしかおらず、第1回会見でマッカーサーが得た情報が反映されたと考えられている。
翌1946年（昭和21年）1月25日、マッカーサーは天皇の訴追に関する証拠資料を、アメリカ本国に回答した。その内容は、『フェラーズ・メモ』とほぼ同一であったが、免れ得ない法的責任のくだりが無くなり、代わって実質的な権限を持たない「立憲君主」の面が強調され、天皇を裁判にかけた場合の米国側の人的コスト増加や占領の長期化が強調され、より「演出表現」を強めたものになっていた。
さらに同年1月29日、来日した極東諮問委員会代表団に対し、マッカーサーは「戦争を阻止できなかった理由」に関する昭和天皇の発言を次のように紹介した。
「私としては決して戦争を望んでいなかったが、自分であれ他の天皇であれ、開戦時に政界や世論の圧力に対して有効な抵抗をすることはできなかった」
その上で、天皇が国家の意思決定における「形式的役割」を担っていたに過ぎないとした。
同年3月4日付の『ライフ』誌では、日本特派員ローターバッチによる「秘められた日本の戦争計画」とする記事が発表された。記事ではマッカーサーの「戦争を許可した理由」の問いに対する昭和天皇の発言を次のように紹介した。
「もし私が許さなかったら新しい天皇が立てられていたであろう。戦争は日本国民の意思であった。誰が天皇であれ事ここに至っては、国民の望みに逆らうことはできなかった」
戦争を望んだのが「世論」から「国民の意思」へと、表現がエスカレートしている。
4月3日、最高意思決定機関である極東委員会 (FEC) はFEC007/3政策決定によって天皇不起訴の合意に至り、4月17日、極東国際軍事裁判における、A級戦犯被告が確定した。裁判に並行して、ラジオ番組『真相箱』が放送され、日本国民に対してもローターバッチによる記事と同一の天皇発言が紹介された。
こうした動きとは別に、極東軍事裁判で検察官を務めたジョセフ・キーナンは、1945年（昭和20年）12月6日の来日時にマッカーサーから昭和天皇が第1回会見時に「この戦争は私の命令で行った」「私だけ処罰してもらいたい」と発言したため、同裁判を成立させるために天皇を訴追してはならないと命じられたことを、1946年（昭和21年）5月頃に田中隆吉陸軍少将に打ち明けた。キーナンは1948年（昭和23年）11月21日、同裁判終結後の離日時にこのことをUP通信支局長に打ち明け、また田中も1965年（昭和40年）になって『文芸春秋』誌でこのことを公表した。
また、GHQ側からの情報収集を積極的に行っていた松平康昌も同様の天皇発言の情報を、田中に伝えている。キーナンや松平から天皇発言を聞いた田中は非常に感激し、同裁判で証言台に立つ崇高な使命感を抱いた。
一連の経緯から、マッカーサーは様々な手段によって、「天皇は戦争に反対していた」「天皇は世論や軍部に抵抗できなかった」「反対したらクーデターが起きていた」というイメージを、天皇発言を引用する形で内外に広めていったと考えられている。一方、天皇が第1回会見時に自らの責任を認める発言をしたことを、極東軍事裁判のキーマンである、田中やキーナンに流出させて、双方の努力によって同裁判への昭和天皇の出廷を阻止させ、法廷闘争においても成果をあげた。

#### 記録

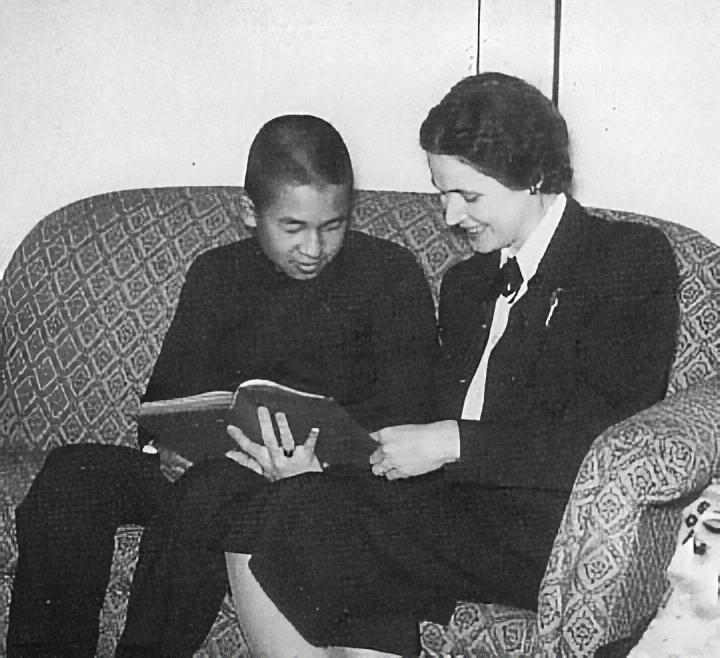
1949年撮影、継宮明仁親王とヴァイニング夫人

第1回会見での天皇発言に関する記録には、以下の様なものがある。
エリザベス・ヴァイニングの日記
関係性：継宮明仁親王の家庭教師、1947年（昭和22年）秋に一時帰国
時期：1947年（昭和22年）12月7日付
主な内容：昭和天皇が全責任を認め「私をどのようにしようともかまわない」「私を絞首刑にしてもかまわない」と発言した。
備考：同年5月、米大使館における昼食会の席上で、ヴァイニングにマッカーサー本人から伝えられた内容。
重光葵の手記
関係性：外交官、戦中 - 戦後の外務大臣
時期：1955年（昭和30年）9月14日付読売新聞
主な内容：昭和天皇が全責任を認め「私の運命について貴下の判断が如何様のものであろうと、それは自分には問題ない」と発言した。
備考：同年9月、日米安保条約（旧）の改定交渉時の懇談で、重光がマッカーサー本人から伝えられた内容。
藤田尚徳の著作『侍従長の回想』（講談社）
関係性：第1回会見当時の侍従長
時期：1961年（昭和36年）刊行
主な内容：昭和天皇が全責任を認め「私の一身はどうなろうと構わない。私はあなたにお委せする」と発言した。
備考：第1回会見直後に、（日本の）外務省が、宮内省の用箋5枚程度にまとめた会見の様子（天皇に報告後、藤田に返却されなかった）
ダグラス・マッカーサーの著作『マッカーサー回想記』
関係性：第1回会見の当事者
時期：1964年（昭和39年）刊行
主な内容：前述の通り。
備考：マッカーサー自身は同年4月5日に逝去
奥村勝蔵の手記
関係性：第1回会見当時の通訳（当時は外務省の官吏、後事務次官）で、同会見に同席
時期：児島襄により、『文芸春秋』1975年11月号中「天皇とアメリカと太平洋戦争」に掲載
主な内容：会見では、挨拶後、マッカーサーが天皇に対し「相当強キ口調」で約20分「滔々ト陳述」した。
昭和天皇がこの戦争について「自分トシテハ之ヲ避ケ度イ考」であり、戦争となった結果について「最モ遺憾トスル所」であると発言した。
マッカーサーが責任の所在は「後世ノ歴史家及世論ニヨツテ下ル」と発言した。
備考：会見全体の流れや双方の発言の詳細について、この時点までに広く伝聞された内容と、多くの差異がある
豊下楢彦は児島襄が「手記」を入手した経路が不明であることや、『文芸春秋』刊行が昭和天皇・香淳皇后による訪米と時期を同じくしていることの不自然さを指摘しながらも、1946年（昭和21年）1月29日付で天皇がイギリス国王ジョージ6世に宛てた「親書」との一致等から、「手記」は「会見を正しく記録したもの」と評している。

## 第2回会見
1946年（昭和21年）5月31日に行われた。当時は極東軍事裁判が開始されており、通訳は寺崎英成（元外務官僚）だった。寺崎は同裁判対策として同年2月20日、に宮内省御用掛に任命され、『昭和天皇独白録』の取りまとめに奔走した。
第2回会見は、『独白録』により2時間余りに渡って行われたことが記述されている一方、詳細な記録がなく、松井明も加藤俊一の講演を基に「簡単だった」と記録しているのみである。

## 第3回会見
1946年（昭和21年）10月16日に行われた。当時は日本国憲法公布を直前に控えていた。
昭和天皇は日本国憲法第9条について、その理想に好意的評価をしつつも、現実の世界情勢との乖離に対する懸念を示した。マッカーサーは「戦争は最早不可能である」とし、両者による新憲法の評価は異なっていた。

## 第4回会見

### 概要
1947年（昭和22年）5月6日に行われた。当時は日本国憲法が施行されたばかりであった。また、4月25日に実施された第23回衆議院議員総選挙の結果、日本社会党が第一党となり、5月24日に第1次吉田内閣は総辞職となる政治的混乱の間であった。通訳は寺崎の療養により、再び奥村（当時は情報部長）が務めた。
会見では再び憲法第9条に話が及び、昭和天皇は日本の安全保障について、国際連合（連合国）に対する期待と懸念を述べた。これに対し、マッカーサーは第9条と国連の意義を強調した。
児島襄によれば、第4回会見の後半部は切除されたとされ、児島は奥村自身が実行したことを示唆した。

### 漏洩事件
奥村は通訳を終えた後、情報部長としての記者会見の場で、オフレコで会見の一部を記者に伝えた。この後、この内容が国際通信社（INS）電として、米国から報じられた。
そして翌5月7日のAP通信が、マッカーサーが「日本の防衛を引き受ける」と天皇に保証したと報じたことが大問題となり、翌8日にはマッカーサー側が否定の声明を発表するに至った。奥村は情報漏洩の責を問われ、懲戒免官処分となった（後に解除され、外務省に復帰）。
1975年（昭和50年）9月になって、瀕死となった奥寺は天皇の「思召」を気にしたため、入江相政侍従長が昭和天皇に拝謁して確認した所、天皇から「奥村には全然罪はない、白洲がすべてわるい」と発言があった。白洲次郎は、第4回会見当時終戦連絡事務局次長だった。
豊下楢彦は、天皇の「白洲がすべてわるい」発言を踏まえた調査の結果、奥村が実行したのは「天皇の意を体した行動」ではないかとの推測を述べている。

## 第5 - 7回会見
この3回は記録が欠落している。第5回は再び寺崎が通訳を務め、会見記録を作成したとしているが内容は不明である。第6 - 7回は通訳も不明である。
この間に極東軍事裁判においてA級戦犯に対する判決が下された。うち死刑判決を受けた7名全員に対し、1948年（昭和23年）12月23日に刑が執行された。 

## 第8回会見
1949年（昭和24年）7月8日に行われた。第8回から松井明が通訳となったが、内容は「一切記憶に残っていない」としている。

## 第9回会見
1949年（昭和24年）11月26日に行われた。同年夏にはソビエト連邦の原子爆弾開発が明らかとなり、また国共内戦の形勢逆転によって、10月1日に中華人民共和国の建国宣言が行われた。通訳を務めた松井明は、天皇と要人の会見の歴史的重要性に思い至り、この会見以降、極秘裏に記録を取り始めた。
会見では、講和条約締結に向けた交渉の中、昭和天皇とマッカーサー双方が共産主義の脅威に懸念を示した。そしてマッカーサーは、日本の再軍備及び空白地帯となることの危険性を説き、「過渡期的な措置」として英・米軍の日本駐留を継続することを初めて表明した。
ケネス・クレイボーン・ロイヤル陸軍長官は、同年2月に米軍の日本放棄（撤退）に言及していた。マッカーサーは「ロイヤル発言」を否定し、天皇は「安心」と述べて会見は終了した。

## 第10回会見
1950年（昭和25年）4月18日に行われた。
会見では、第9回同様に双方が共産主義の脅威に懸念を示し、意見が一致した。しかし、今回はマッカーサーは、日本独立後の米軍駐留について言及しなかった。

## 第11回会見

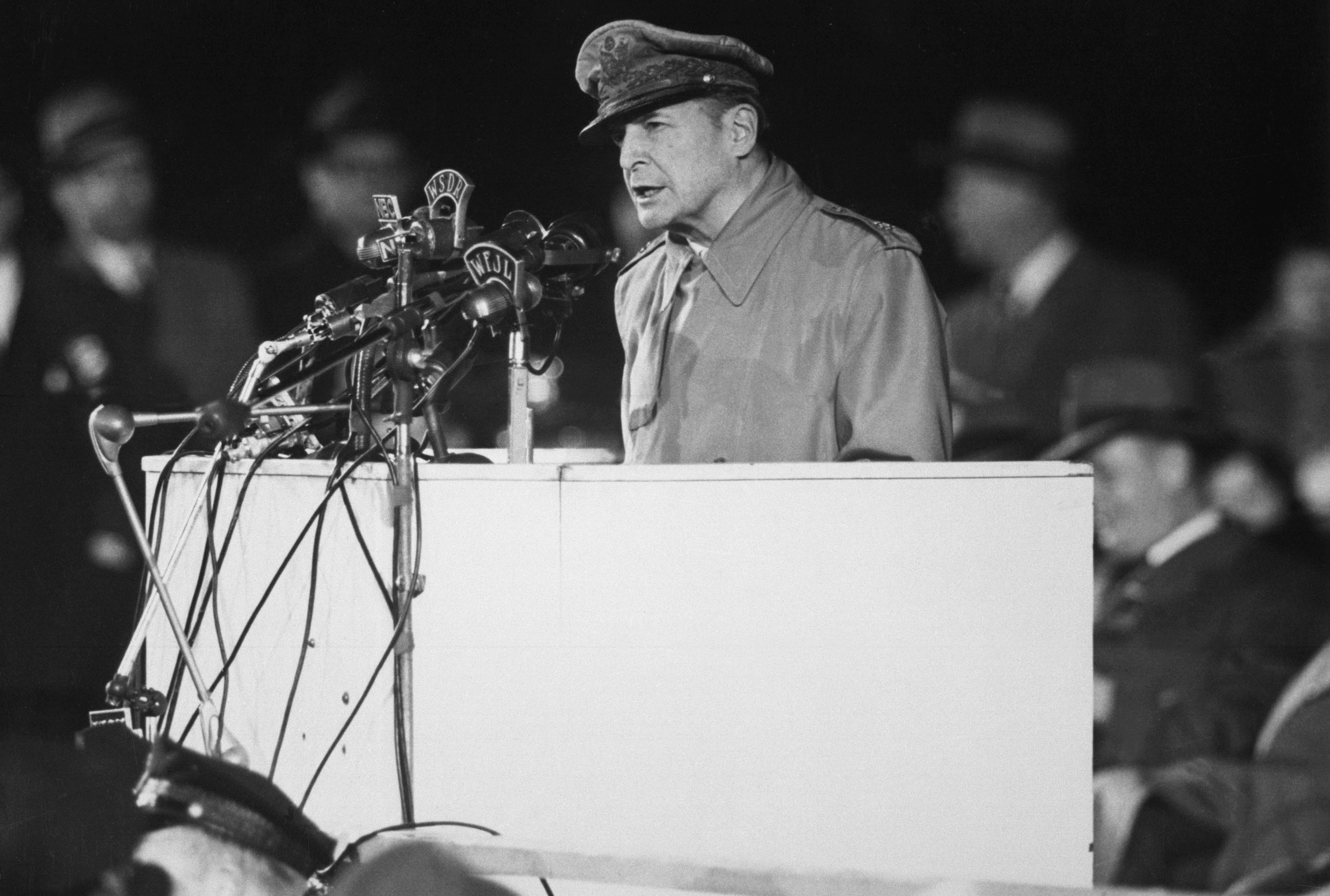
4月25日撮影、帰国直後のマッカーサー

1951年（昭和26年）4月16日の、マッカーサー離日前日に行われた。第10回からの間、1950年（昭和25年）6月25日に朝鮮戦争が勃発し、マッカーサーは国連軍司令官にも就いた。同年8月10日には、日本に準軍事組織として警察予備隊が創設されていた。
会見では、挨拶の後、朝鮮戦争の話題となった。そして天皇が極東軍事裁判に対するマッカーサーの態度について「謝意を表したいと思います」と述べた。

## 本会見を描いた作品
映画
- 『終戦のエンペラー』（2012年、米国の歴史映画）

ドキュメンタリー
- その時歴史が動いた：2001年（平成13年）5月9日放送『昭和天皇とマッカーサー・会見の時〜日本を動かした1枚の写真〜』